# كاريك هاي روبرتسون
كاريك هاي روبرتسون (بالإنجليزية: Carrick Hey Robertson)‏ هو جراح نيوزيلندي، ولد في 27 أغسطس 1879 في غلاسكو في المملكة المتحدة، وتوفي في 14 يوليو 1963.